# Adam Hložek
Adam Hložek (* 25. července 2002 Ivančice) je český profesionální fotbalista, který hraje na pozici útočníka či křídelníka za německý klub TSG Hoffenheim a za český národní tým.
Hložek je nejmladším hráčem Sparty, který kdy zasáhl do ligového utkání a je také nejmladším střelcem v ligové historii. V sezóně 2020/21 byl nejlepším střelcem české nejvyšší soutěže. V létě 2022 přestoupil do německého Bayeru Leverkusen za částku okolo 13 milionů euro. V roce 2024 se stal s Leverkusenem mistrem Německa i vítězem německého poháru. V létě 2024 přestoupil do Hoffenheimu za částku okolo 18 milionů euro a stal se tak nejdražší posilou klubu v historii. 

## Klubová kariéra
Začínal v klubu FC Ivančice, působil také v brněnské Zbrojovce (střídavé starty) a v roce 2014 přestoupil do pražské Sparty.

### Sparta Praha

#### Sezóna 2018/19
Hložek debutoval v A-týmu Sparty 2. října 2018 ve 3. kole českého poháru proti Slavoji Polná a gólem přispěl k výhře 4:1. Ligový debut si Hložek odbyl 10. listopadu v utkání proti Karviné a stal se nejmladším hráčem Sparty, který kdy zasáhl do ligového utkání. Ve zbytku podzimní části sezóny nastupoval pravidelně jako střídající hráč.
Dne 10. února 2018 se poprvé objevil v základní sestavě pražského klubu, a to při výhře 1:0 nad Bohemians 1905. Svůj první ligový gól vstřelil 9. března 2019 v utkání proti Plzni, čímž se stal nejmladším střelcem v ligové historii (o pouhé tři dny překonal dosavadní rekord samostatné nejvyšší soutěže Tomáše Pilíka z roku 2005). Na konci května 2019 byl Hložek poprvé povolán do české reprezentace do 21 let. Ve zbytku sezóny patřil Hložek ke stabilním členům základní sestavy, dohromady ve své první sezoně v rudém dresu vstřelil celkem 4 góly ve 23 soutěžních zápasech a pomohl Spartě ke konečné třetí příčce v lize.

#### Sezóna 2019/20
Před začátkem sezóny byl Hložek zařazen na seznam 50 největších talentů evropského fotbalu podle UEFA. Hložek o své místo v sestavě nepřišel ani na začátku sezóny 2019/20. 15. srpna 2019 si odbyl svůj debut v pohárové Evropě, když nastoupil do odvety 3. předkola Evropské ligy proti tureckému Trabzonsporu. V 78. minutě se Hložkovi podařilo vstřelit gól (jeho premiérový gól v evropských pohárech), vyřazení Sparty z EL ale neodvrátil. O dva dny později podepsal Hložek se Spartou novou tříletou smlouvu. V sedmém kole, hraném 25. srpna v Liberci, nastoupil Adam Hložek jako zástupce kapitána Sáčka; v utkání se postaral o jediný gól Sparty, která si z Liberce odvezla porážku 1:3. Skóroval i v následujícím utkání, které se hrálo o týden později proti Olomouci. Od utkání s Olomoucí se ale Hložkovi střelecky nedařilo, neskóroval 13 utkání v řadě. V rozmezí 11. a 15. kola soutěže si připsal 3 asistence a stal se tak vítězem soutěže Přihraj:Král asistencí. Hložek se stal největším talentem roku 2019 při vyhlašování ankety Fotbalista roku.
Střelecké trápení Hložek prolomil až 31. května 2020, kdy gólem a asistencí přispěl k výhře 4:1 nad Karvinou. V ligové nadstavbě se 23. června dvěma brankami postaral o vítězství Sparty 3:2 nad Baníkem Ostrava. 1. července 2020 odehrál celé utkání finále českého poháru proti Slovanu Liberec; Sparta zápas vyhrála 2:1 a Hložek tak vyhrál svou první trofej v kariéře. V sezóně 2019/20 odehrál Hložek dohromady 39 soutěžních utkání, v nichž vstřelil 9 branek a přidal 9 asistencí.

#### Sezóna 2020/21
Hložek patřil na začátku sezóny 2020/21 mezi klíčové hráče pražského klubu. V prvních čtyřech kolech české nejvyšší soutěže zaznamenal tři branky a čtyři asistence a patřil mezi nejproduktivnější hráče celé soutěže. V září byl zvolen nejlepším hráčem ligy a ve stejném měsíci si také odbyl svou premiéru v dresu české reprezentace. V šestém kole proti Jablonci vstřelil další ligovou branku. 22. října si odbyl svoji premiéru v základní skupině Evropské ligy, když nastoupil do utkání proti Lille. Kvůli říjnové únavové zlomenině zánártní kůstky ale musel Hložek vynechat zbytek podzimní části sezóny. V únoru 2021 obhájil vítězství v anketě pro nejlepšího staršího dorostence českého fotbalu za rok 2020.
Na trávník se Hložek vrátil až 9. března 2021, kdy nastoupil do závěru utkání proti Příbrami. 25. dubna zaznamenal v utkání proti Opavě svůj první ligový hattrick, ve věku 18 let a 274 dní se stal nejmladším autorem hattricku v samostatné nejvyšší soutěži. V posledním kole sezóny, v utkání proti Brnu, vstřelil Hložek 4 góly za první poločas a pomohl k výhře 6:1. I díky tomu se společně s Janem Kuchtou stal nejlepším střelcem ligové sezóny 2020/21 s patnácti brankami, navíc se stal nejlepším hráčem ligy za měsíc květen. Dohromady v sezóně 2020/21 odehrál Hložek 23 utkání a zaznamenal bilanci 15 branek a 9 asistencí.

#### Sezóna 2021/22
Hložek v létě 2021 prodloužil svou smlouvu se Spartou do roku 2024. Po EURO 2021 zůstal Hložek v pražském klubu, kde si vybudoval pozici největší hvězdy. S týmem se mu nepodařilo postoupit do základní skupiny Ligy mistrů, ve třetím předkole Sparta nestačila na Monako. V základní skupině Evropské ligy Hložek pravidelně nastupoval a 9. prosince se střelecky prosadil při výhře 2:0 nad Brøndby, díky které se Spartě podařilo postoupit do jarní vyřazovací fáze.
Dne 24. února 2022 Hložek skóroval při prohře 1:2 v šestnáctifinále Evropské ligy proti srbskému Partizanu, vyřazení ze soutěže však zabránit nedokázal. 2. března Hložek gólem v prodloužení rozhodl o výhře Sparty nad Jabloncem v semifinále českého poháru. 17. dubna odehrál Hložek své sté utkání v české nejvyšší soutěži, tohoto milníku dosáhl jako nejmladší hráč v historii české ligy. Hložek gólem v utkání proti Slovácku pomohl k výhře 3:1. 15. května dal Hložek gól z přímého kopu v utkání posledního kola české ligy proti rivalské Slavii, v 83. minutě rozhodl o výhře 2:1. Svůj poslední zápas v dresu Sparty odehrál Hložek 18. května 2022, ve finále českého poháru ale Sparta překvapivě podlehla Slovácku 1:3. Za Spartu odehrál Hložek dohromady 132 soutěžních utkání, v nichž vstřelil 40 branek a přidal 36 asistencí.

### Bayer Leverkusen

#### Sezóna 2022/23
V červnu 2022 přestoupil Hložek z pražské Sparty do německého Leverkusenu. S třetím týmem uplynulé sezony německé ligy podepsal smlouvu do léta 2027. Podle německých médií zaplatil Leverkusen za talentovaného útočníka včetně bonusů mezi 18 a 22 miliony eur (asi 543 milionů korun). Součástí dohody mezi Spartou a Leverkusenem měl být navíc podíl pro Spartu v případě dalšího hráčova přestupu ve výši 30 procent. Svůj debut v dresu německého mužstva si Hložek odbyl 30. července v utkání prvního kola DFB-Pokalu proti SV Elversberg, český reprezentant v 5. minutě skóroval, nicméně Leverkusen překvapivě svému soupeři podlehl 3:4. V německé Bundeslize se Hložek poprvé objevil 6. srpna při prohře 0:1 s Borussií Dortmund. 7. září Hložek debutoval v základní skupině Ligy mistrů, když nastoupil do závěru utkání proti Club Brugge. 22. října 2022 se v zápase s VfL Wolfsburg podílel rozhodující asistencí na remíze 2:2. Svou první branku v Bundeslize vstřelil Hložek 6. listopadu při vysoké výhře 5:0 nad Unionem Berlín.
Dne 22. ledna 2023 se dvěma asistencemi podílel na výhře 3:2 nad Borussií Mönchengladbach. O tři dny později gólem přispěl k další výhře, tentokráte Leverkusen porazil 2:0 Bochum. Za své výkony byl odměněn nominací na ocenění pro nejlepšího nováčka Bundesligy za měsíc leden. 20. dubna 2023 se Hložek gólem a asistencí podílel na výhře 4:1 nad belgickým Union Saint-Gilloise ve čtvrtfinále Evropské ligy a pomohl Leverkusenu k postupu do semifinále. Hložek ve své první sezóně v zahraničí odehrál 44 soutěžních utkání, v nichž vstřelil 7 branek a přidal 6 asistencí.

#### Sezóna 2023/24
Hložek začal svou druhou sezónu v Německu dvěma brankami a asistencí při výhře 8:0 v utkání prvního kola německého poháru proti Teutonia 05. V Bundeslize Hložek poprvé v sezóně skóroval 2. září v utkání proti Darmstadtu. 14. prosince dvěma góly přispěl k výhře 5:1 nad Molde v utkání základní skupiny Evropské ligy. V průběhu podzimní části sezóny sbíral herní praxi po minutách a nedokázal se prosadit do základní sestavy trenéra Xabiho Alonsa.
Dne 17. března 2024 vstřelil Hložek důležitý gól při vítězství 3:2 proti SC Freiburg a přiblížil tak Leverkusen k zisku mistrovského titulu. V dubnovém utkání proti Unionu Berlín si Hložek poranil kotník na levé noze a chybět tři týdny. O týden později získal Leverkusen s předstihem ligový titul. 5. května si Hložek připsal tři asistence v ligovém utkání proti Eintrachtu Frankfurt a pomohl k vysoké výhře 5:1. 22. května nastoupil Hložek do finále Evropské ligy, nedokázal skórovat a Leverkusen po prohře 0:3 s italskou Atalantou přišel o sérii 51 zápasů bez porážky. O tři dny později nastoupil do závěru finále německého poháru proti Kaiserslauternu, které Leverkusen vyhrál 1:0 a slavil domácí double. V létě 2024 se začalo spekulovat o Hložkově odchodu z Leverkusenu, v jehož kádru se nedokázal prosadit. O jeho služby měl zájem například německý Stuttgart či anglický Leicester City. Hložek odehrál za Leverkusen 80 soutěžních zápasů s bilancí 14 gólů a 11 asistencí.

### Hoffenheim
Dne 17. srpna 2024 Hložek přestoupil z Leverkusenu do Hoffenheimu. Podle médií stál 18 milionů eur (cca 450 milionů korun), čímž se stal nejdražší posilou v historii klubu. Hoffenheim na svém webu oznámil, že s hráčem podepsal víceletou smlouvu.

## Reprezentační kariéra

### Mládežnické reprezentace
Hložek reprezentoval v mládežnických reprezentacích do 15, do 16 a do 17 let. Reprezentačnímu týmu do 17 let pomohl kvalifikovat se na Mistrovství Evropy ve fotbale hráčů do 17 let v roce 2018, na závěrečný turnaj se ale nepodíval, Sparta ho totiž neuvolnila.
V červnu 2019 byl Hložek trenérem Krejčím poprvé povolán do reprezentace do 21 let.

### A-mužstvo
V září 2020 byl poprvé povolán do české reprezentace. Svůj reprezentační debut si odbyl 4. září při výhře 3:1 nad Slovenskem. V říjnu 2020 u něj byla potvrzena nákaza nemocí covid-19. Pozitivně testován byl po přípravném utkání s Kyprem a stejně jako další infikovaní hráči nemohl následně odletět do Izraele na zápas Ligy národů proti tamnímu národnímu týmu.
V červnu 2021 dostal pozvánku na závěrečný turnaj Mistrovství Evropy 2020. V zápase základní skupiny proti Skotsku nastoupil jako střídající hráč. Proti Chorvatsku i Anglii taky nastoupil až ze střídačky. Hložek nastoupil také do osmifinále proti Nizozemsku (výhra 2:0), když v 85. minutě vystřídal Petra Ševčíka. Do čtvrtfinále proti Dánsku (prohra 1:2) Hložek nenastoupil.
Dne 11. října 2021 vstřelil Hložek svůj první reprezentační gól, a to při výhře 2:0 nad Běloruskem v rámci kvalifikace na Mistrovství světa a stal se druhým nejmladším střelcem historie.
V létě 2024, už jako stabilní hráč českého národního týmu, byl Hložek povolán na závěrečný turnaj EURO 2024 do Německa. Na turnaji nastoupil do dvou utkání v základní skupině, střelecky se neprosadil. Na turnaji Češi skončili už v základní skupině po zisku jednoho bodu.

## Soukromý život
Hložkův otec Zbyněk hrával vrcholově házenou. Hložkův bratr Daniel také začínal s házenou, poté si ale vybral fotbal a Adam Hložek šel v jeho stopách. O Daniela projevila v mládí zájem Sparta a s ním odešel do Sparty i Adam. Danielova kariéra byla ukončena kvůli zdravotním problémům. Na základní školu chodil do Ivančic ZŠ Vladimíra Menšíka, poté přešel do Prahy na ZŠ Marjánka, která se nachází na Břevnově poblíž sparťanské akademie na Strahově. 
Jeho přítelkyně je Veronika Štůsková.